# Sniff 'n' the Tears
Sniff 'n' the Tears,  brittisk rockgrupp bildad 1978 i London, England. Mest ihågkommen för hiten "Driver's Seat" från samma år .
Sniff 'n' the Tears upplöstes 1982. Därefter har sångaren och gitarristen Paul Roberts gjort en solokarriär vid sidan av sitt målande. Det är för övrigt han som har målat alla omslag till gruppens album. 

## Musiker
Nuvarande medlemmar
- Paul Roberts – sång, gitarr, mandolin (1978–)
- Les Davidson – gitarr, bakgrundssång (1981–1992, 2001–)
- Nick South – basgitarr (1980–1981, 2011–)
- Richard Marcangelo – trummor (2011–)
- Robin Langridge – keyboard (2001–)

Tidigare medlemmar
- Loz Netto – gitarr (1978)
- Alan Fealdman – keyboard (1978)
- Keith Miller – synthesizer (1978)
- Chris Birkin – basgitarr (1978–1979)
- Noel McCalla – bakgrundssång (1978–1980)
- Mick Dyche – gitarr (1978–1980)
- Luigi Salvoni – trummor (1978, 1992)
- Paul Robinson – trummor (1979)
- Mike Taylor – keyboard (1980–1981)
- Rick Fenn – gitarr (1981–1982)
- Jamie Lane – trummor (1981–1982)
- Jeremy Meek – basgitarr (1992)
- Steve Jackson – trummor (1992)
- Andy Giddings – keyboard (1992)
- Jennifer Maidman – basgitarr (2011)

## Diskografi
Studioalbum
- Fickle Heart (1978)
- The Game's Up (1980)
- Love/Action (1981)
- Ride Blue Divide (1982)
- No Damage Done (1995)
- Underground (2002)
- Downstream (2011)
- Random Elements (2017)

Singlar
- "New Lines on Love" (1978)
- "Driver's Seat" (1978) (#42 på UK Singles Chart)
- "Poison Pen Mail" (1980)
- "Rodeo Drive" (1980)
- "One Love" (1980)
- "That Final Love" (1981)
- "The Driving Beat" (1981)
- "Hungry Eyes" (1982)
- "Driver's Seat" (12", lång version) (1991)

Samlingsalbum
- A Best Of Sniff 'n' the Tears (1991)